# Flughafen Talara

i7
i11
i13
Der Aeropuerto Internacional Capitán FAP Víctor Montes Arias ist der nationale Flughafen der peruanischen Stadt Talara.
Er wird betrieben von der CORPAC S.A. (Corporación Peruana de Aeropuertos y Aviación Comercial S.A.) und dient im Departamento Piura als wichtiger Zubringer sowohl für den Flughafen Piura wie auch für den Touristenort Máncora. Wichtigste Fluggesellschaft ist Star Perú, bedeutendste Destination Lima (LIM) via Cajamarca (CJA).

## Zwischenfälle
- Am 21. Dezember 1973 streifte eine Convair CV-440 der bolivianischen TAM – Transporte Aéreo Militar (Luftfahrzeugkennzeichen TAM-47) im Anflug auf den Flughafen Talara Bäume und stürzte ab. Von den 9 Insassen wurden 6 getötet, ein Passagier und zwei  Besatzungsmitglieder überlebten den Unfall.[1]